# Brzechów
Brzechów – wieś w Polsce położona w województwie świętokrzyskim, w powiecie kieleckim, w gminie Daleszyce. Wieś leży w dolinie pomiędzy Górą Koski i Góry Sikorzą, przy drodze z Daleszyc do Górna, nad bezimiennym dopływem rzeczki Stokowej, w szerokim zakolu Lubrzanki.
W latach 1975–1998 miejscowość administracyjnie należała do województwa kieleckiego.
Przez wieś przechodzi  niebieski szlak turystyczny z Chęcin do Łagowa.

## Części miejscowości
| SIMC    | Nazwa  | Rodzaj     |
| ------- | ------ | ---------- |
| 0236346 | Nowiny | Przysiółek |

## Toponimia
Nie są znane dokładne informacje na temat pochodzenia nazwy wsi, ale może ona pochodzić od brzechwy (drewniana część strzały) lub Czasownika brzechać (dzisiejsze szczekać)

## Historia

### Historia najdawniejsza
Najstarsze oznaki życia na terenie dzisiejszego Brzechowa to znajdowane w piaskowcach kambryjskich (charakterystycznych dla całego regionu Gór Świętokrzyskich) skamieniałości drobnych organizmów, takich jak trylobity. Po raz pierwszy organizmy i towarzyszące im ślady fauny udokumentował geolog Jan Czarnocki w 1927 roku. Nazwał on wówczas znalezionego meduzoida mianem Brzechowia brzechowiensis, które zostało zaadaptowane - wobec tego gatunku stosuje się również tożsamą nazwę Velumbrella czarnockii.
Pierwsze wzmianki o wsi pochodzą z przekazu Jana Długosza (zapisane ok. 1470-1480 r.), który pisał o wsi zagospodarowanej leżącej w parafii w Daleszycach, a będącej uposażeniem kanonii zwanej brzechowska przy kieleckiej kolegiacie. W okresie tym prebendą brzechowską zarządzał Jan z Waśniowa. Istniało tu wtedy sołectwo z 2 łanami. Było także 6 łanów kmiecych, brak było folwarku, karczmy i ogrodów. Kmiecie płacili po ½ grzywny, zwolnieni byli z odbywania pańszczyzny i nie dawali danin. W 1529 r. kanonicy kieleccy pobierali dziesięcinę snopową z całej wsi.
W 1510 r. Brzechów dalej pozostawał w posiadaniu kanoników kieleckich, odnotowano tu wtedy jedynie 4 łany, zaś w 1540 r., gdy kanonikiem był Tomasz Rożnowski h. Nowina (pochodzący z rodu Świnka Rożnowskich), areał zajęty pod uprawę obejmował 1 łan kmiecy, dwa półłanki, 4 ćwierćłanki. Poddani chłopi dawali – pierwszy ½ grzywny i 16 korców owsa, 4 siedzący na ćwierćłankach łącznie 1 ½ grzywny, a wartość wsi oszacowano na 50 grzywien.
Prawdopodobnie w XVI wieku na terenie wsi powstał folwark. Folwark poddawany był przez kanoników w dzierżawę. W roku 1540 Brzechów przynależał do parafii katedralnej w Kielcach, później zaś ponownie wszedł w skład daleszyckiej parafii.

### Rozkwit wsi (XVI i XVII wiek)
Na przełomie XVI i XVII w. mieszczanie kieleccy zaangażowani byli w akcji poszukiwania kopalin pod Kielcami, m.in. rudy żelaza. – W 1617 r. kanonik kielecki i proboszcz bodzentyński, Adam Mosiążek zezwolił Janowi Szyszkowskiemu na wydobywanie miedzi i innych metali we wsi Brzechów.
Pierwsze wzmianki o istniejącym młynie we wsi pochodzą z najstarszych ksiąg metrykalnych parafii Daleszyce. Ulokowany był on w okolicach rzeki Warkocz, przy granicy Niestachowa. W 1602 roku odnotowano powiem akt chrztu Anny, córki Stanisława Kryczki i Katarzyny z Cedzyńskich, pochodzących de molendino Brzechow. W okresie późniejszym młyn nosił nazwę Kryczka, co potwierdzają inne zachowane akty. W następnych latach Kryczka przekształciła się w osadę młyńską, stanowiącą przysiółek wsi Brzechów, o czym świadczą zachowane w Archiwum Diecezjalnym w Kielcach dokumenty.

### Dalsze losy
W końcu XVIII w. we wsi należącej do kanonii znajdowały się dwa drewniane budynki dworskie folwarku kanoników kieleckich, było 38 chat chłopskich, zatem razem we wsi było 40 dymów. Nieco później było tu 3 dymy dworskie, 38 domów chłopskich, poddanych 199, stała tu karczma pozostająca w rękach żydowskich oraz młyn Kryczka, będący własnością biskupstwa.
Według mapy Galicji Zachodniej na początku XIX w. układ przestrzenny wsi został częściowo zmieniony – pola uprawne znajdowały się od strony miasta Daleszyce, zbiegające się w środku wsi lokalne drogi poprowadzone wzdłuż strumieni w środku wsi zbiegały się tworząc trójkątny, niezabudowany plac, z trzech stron otoczony szczytową zabudową. W części południowo-wschodniej, poza zabudową wsi, w miejscu obecnej szkoły i kaplicy, ulokowany był zespół dworski. Budynek dworski zwrócony był frontem ku drodze do Daleszyc, na jego osi symetrycznie zakomponowano ogród, a po jego bokach stały oficyny, za drogą zaś, od strony zachodniej znajdował się niewielki staw.
Zabudowa wsi w części zachodniej była ulokowana wzdłuż dwóch dróg, łączących się poza wsią w lokalną drogę w stronę młyna na rzece Warkocz, zapewne w miejscu wspomnianego młyna Kryczka. W 1827 r. było tu 37 domów i 231 mieszkańców
Podczas I wojny światowej w 1914 roku wieś wizytował Józef Piłsudski. Wygłosił on wtedy przemówienie do chłopów, motywując ich do udziału w zbliżającej się walce na polach pomiędzy Brzechowem i Górnem.
W dniach 1. i 2 listopada 1914 w Brzechowie stoczyły się potyczki między batalionami Piłsudskiego, a Rosjanami. Jednym z plutonów dowodził Jan Opieliński

## Związani ze wsią
- Stefan Sawa – przed wojną zamieszkały w Brzechowie, w 1991 roku pośmiertnie uhonorowany tytułem Sprawiedliwy wśród Narodów Świata. W 1943 roku ukrył w swoim domu grupkę Żydów zbiegłych z kieleckiego getta. Mimo licznych gróźb nie wydał zbiegłych, co przepłacił tragiczną śmiercią. 16 lutego 1944 roku lokalni partyzanci pod przewodnictwem płk. Mariana Sołtysiaka „Barabasza” podpalili dom Sawy. Mężczyzna wraz z grupką żydowskich podopiecznych spłonęli żywcem.

## Edukacja
We wsi znajduje się szkoła podstawowa wraz z oddziałem przedszkolnym.